# Lachende jongen
Lachende jongen is een schilderij van Frans Hals in het Mauritshuis in Den Haag.

## Voorstelling
Het is een tronie van een lachende jongen met halflang haar en een platte, witte kraag.

## Toeschrijving en datering
Het is linksonder gemonogrammeerd 'FHF' (Frans Hals Fecit; Frans Hals heeft dit gemaakt). Het wordt gedateerd omstreeks 1625.

## Herkomst
Het werk wordt in 1876 voor het eerst vermeld in de verzameling van Albert von Oppenheim. Na zijn dood in 1912 werd zijn verzameling geveild door veilinghuis Lepke in Berlijn. Deze veiling zou eerst plaatsvinden op 27 oktober 1914, maar hij werd verschoven naar 19 maart 1918. Van 1918 tot 1968 was het in het bezit van de rijke en indertijd in Frankrijk woonachtige kunstverzamelaar Marie-Anne von Goldschmidt-Rothschild. In 1968 werd het gekocht door de Nederlandse staat met steun van de Vereniging Rembrandt, het Prins Bernhard Cultuurfonds en de Stichting Johan Maurits van Nassau. Op 10 juli dat jaar werd het door minister Marga Klompé overgedragen aan het Mauritshuis.
Portret van een jongeman met een schedel (1616-18) · Huwelijksportret van Isaac Massa en Beatrix van der Laen (ca. 1622) · Luitspeler (ca. 1623) · Zingende jongen met een fluit (1623) · De lachende cavalier (1624) · Lachende jongen (ca. 1625) · Portret van Willem van Heythuysen (1625-30) · Zigeunermeisje (ca. 1626) · Portret van een man met het kaakbeen van een koe in zijn hand (ca. 1627) · De vrolijke drinker (1628-30) · Pekelharing (ca. 1630) · De magere compagnie (1633-37) · Malle Babbe (1633-35) · Portret van een man (ca. 1634) · Portret van een zittende man (ca. 1660, atelier)